# Ann-Britt Mathisen
Ann-Britt Isabella Mathisen (født Annbritt Isabella Mathiassen 7. juni 1943 i København, død  30. december 2006) var en dansk programmedarbejder, studievært ved DR og lydbogsindlæser. 
Hun var datter af jazzpianisten Leo Mathisen, og i slutningen af 1960'erne blev hun ansat som speaker i DR. I 1974 blev hun programmedarbejder i Underholdningsafdelingen, og hun gik i 1992 med i den nye Danmarkskanalen (forgængeren for DR P4). Blandt de programmer, hun lavede, kan nævnes Knas og quiz, Det ville glæde mig at høre og Meloditimen. Da hun i 1997 forlod DR, fik hun job som lydbogsindlæser.
Ann-Britt Mathisen holdt aktivt mindet om sin far i live og holdt mange foredrag om ham, ligesom hun deltog i flere arrangementer i anledning af hans 100-årsdag, som fandt sted i 2006.